# Novă pitică
O novă pitică (calc din engleză dwarf nova) sau stea variabilă de tip U Geminorum este un tip de stea variabilă cataclismică constituită dintr-un sistem strâns de stele binare, dintre care una din componente este o pitică albă, care acretează materia companioanei sale. Novele pitice sunt similare novelor clasice în sensul că pitica albă este supusă unor explozii periodice, însă mecanismele sunt diferite: novele clasice rezultă din fuziunea și detonarea hidrogenului acretat, în timp ce teoria actuală sugerează că novele pitice provin dintr-o instabilitate din discul de acreție, când gazul discului atinge o temperatură critică, care cauzează o schimbare de viscozitate, provocând o prăbușire pe pitica albă care emite mari cantități de energie potențială gravitațională.
Novele pitice sunt diferite de novele clasice și prin alte aspecte;  luminozitatea lor este mai slabă, ele sunt tipic recurente pe o perioadă mergând de la o zi la câteva decade. Luminozitatea exploziilor crește cu intervalul de recurență precum și cu perioada orbitală; o cercetare recentă cu Telescopul Spațial Hubble sugerează că această ultimă relație ar putea face din novele pitice candele standard utile pentru măsurarea distanțelor cosmice.
Există trei subtipuri de stele U Geminorum (în engleză UG):
1. variabile le de tip SS Cygni (în engleză UGSS), care își cresc luminozitatea cu 2 până la 6 magnitudini V în 1 sau 2 zile, apoi revin la luminozitatea lor inițială câteva zile următoare.
2. variabilele de tip SU Ursae Majoris (în engleză UGSU), care produc explozii mai strălucitoare și mai lungi denumite „supermaxima” sau „superexplozii”, față de exploziile normale. Stelele de tip SU Ursae Majoris cuprind variabilele de tip ER Ursae Majoris și variabilele de tip WZ Sagittae.[6]
3. variabile de tip Z Camelopardalis (în engleză UGZ), care „se opresc” temporar la o luminozitate deosebită după un vârf al luminozității.